# 比勒费尔德美术馆
52°01′05″N 8°31′34″E / 52.01806°N 8.52611°E

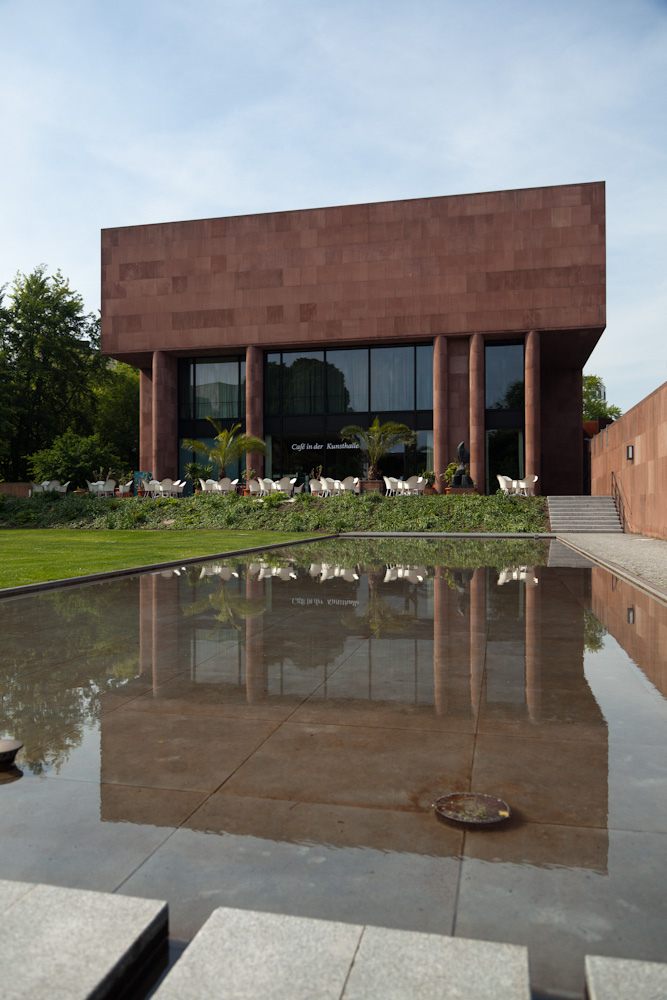
比勒费尔德美术馆

比勒费尔德美术馆是一座位于德国比勒费尔德的当代艺术美术馆。它由菲利普·约翰逊于1968年设计，并由商人鲁道夫·奥古斯特·奥特克赞助。

## 收藏和展览
比勒费尔德美术馆的第一批收藏可以追溯到1950年来自奥特克的捐赠，又于1954年通过其他形式的收购逐渐扩展，该系列聚焦于表现主义，雕塑和当代艺术。美术馆的永久收藏品包含20世纪的各种艺术作品，包括帕勃罗·毕加索和马克斯·贝克曼的画作，青骑士小组的作品、以莫霍利-纳吉·拉斯洛和奥斯卡·施莱默为中心的艺术运动作品，以及1970年代和80年代的新艺术品。美术馆坐落在一个雕塑花园中，展出的作品包括奥古斯特·罗丹、亨利·摩尔、理查德·塞拉、奥拉维尔·埃利亚松和其他现代雕塑家的作品。 
在2003年第50届威尼斯双年展上，美术馆上映了纪录片《伊利亚与艾米拉·卡巴科夫：1997-2003年乌托邦历史中心》，该纪录片在“现在，乌托邦站！”展中永久展出。作为二十世纪和二十一世纪重要艺术博物馆藏品系列展览的一部分，波恩联邦艺术展览馆于2011年展出了“未知的比勒费尔德藏品”。
艺术馆还举办临时展览。最近的展览包括埃米尔·诺尔德、Rirkrit Tiravanija和本地出生的艺术家彼得·伯克斯蒂格尔和康拉德·菲利克斯穆勒。1991年的展览“毕加索的超现实主义：1925-1937年”是1984年，1988年，1993年和2011年的五个国际知名毕加索展览之一，吸引了6.7万名参观者。
美术馆还提供导览，儿童教学活动和图书馆。 

## 建筑

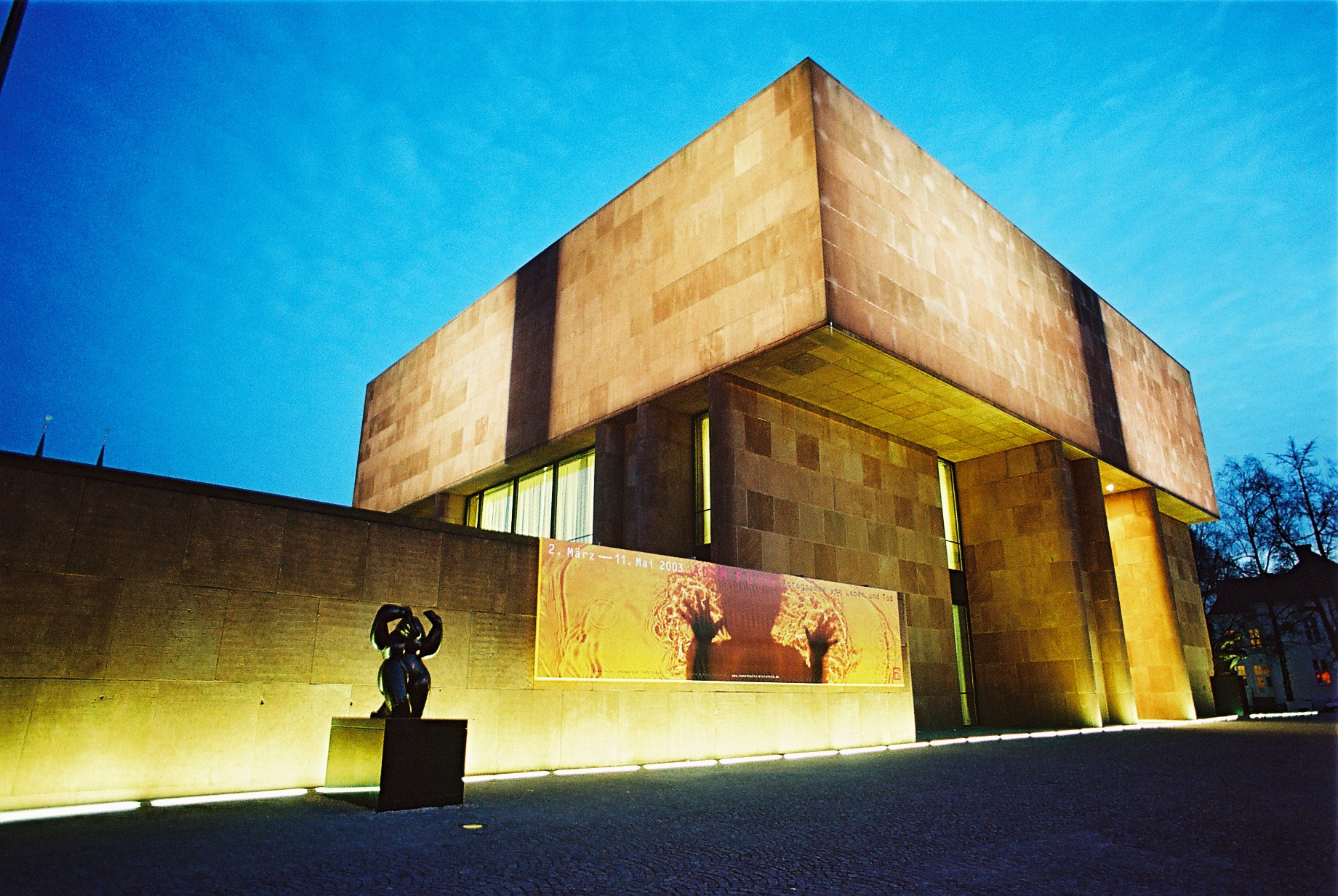
夜间的比勒费尔德美术馆

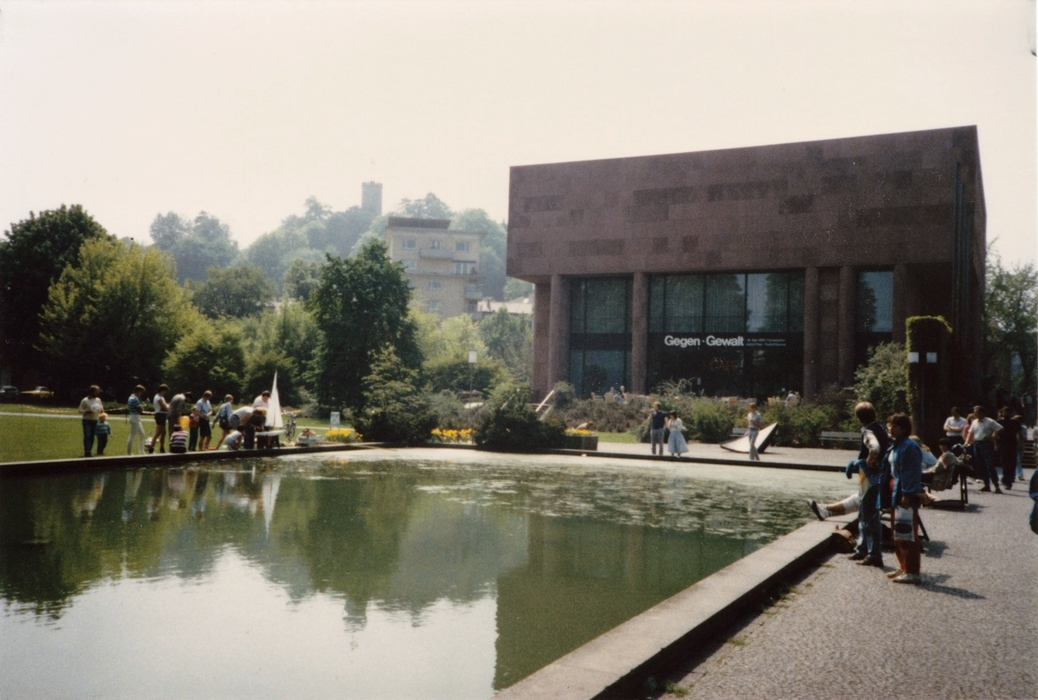
美术馆的前水池（1985年5月）

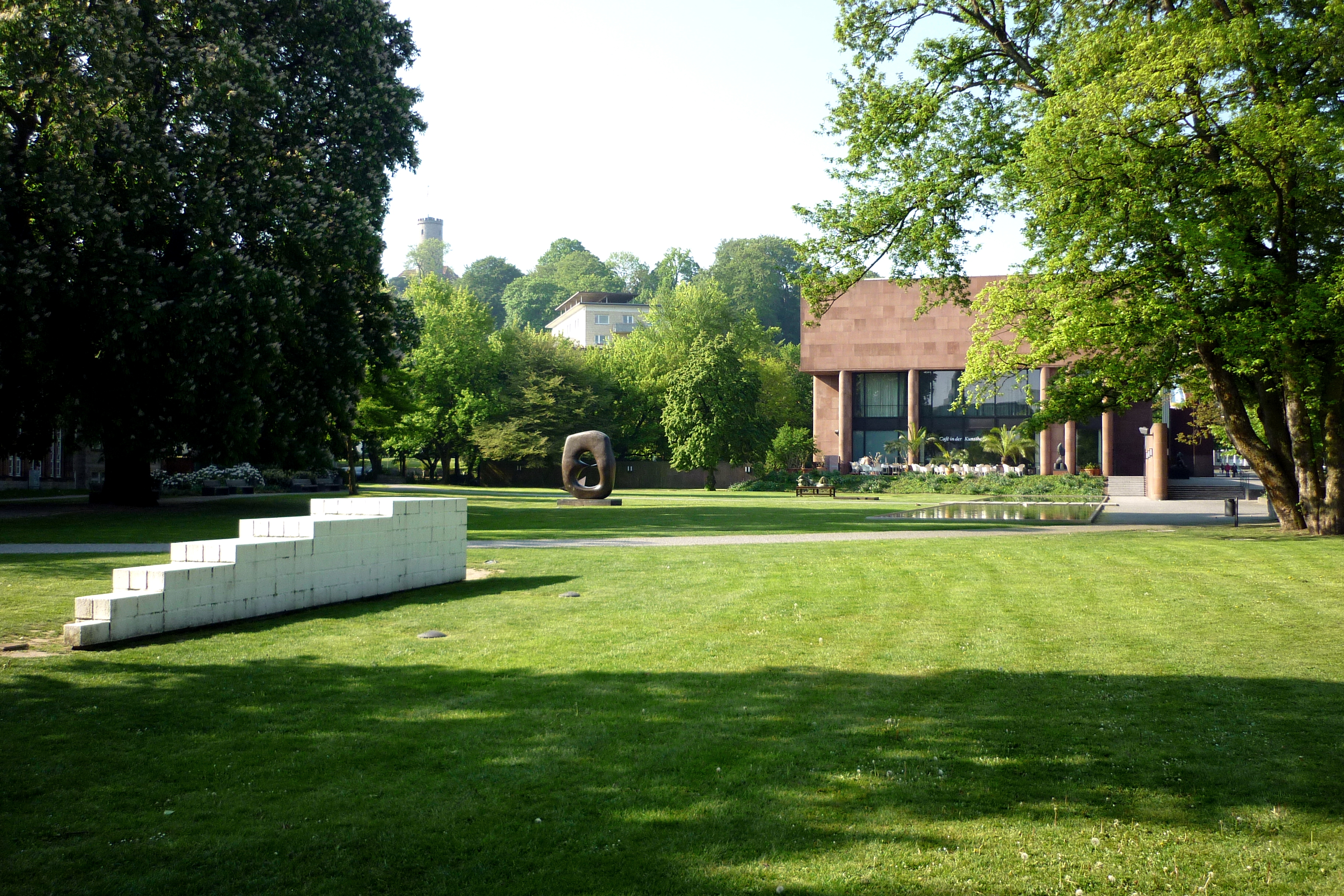
雕塑花园（索尔·勒维特和亨利·摩尔的雕塑）

美术馆位于比勒费尔德旧城区的西南。美国建筑师菲利普·约翰逊于1966年受到美术馆馆长奥特克和约阿西姆·沃尔夫冈·冯·莫尔特克邀请，于1968年建造，整体风格是菲利普创立的国际风格，也是他在欧洲唯一的美术馆/博物馆建筑。1994年，法兰克·盖瑞提议对现有建筑物进行扩建，但没有实现。美术馆于2002年进行了翻新。 
建筑物呈立方体形状，地面为方形，地上三层，地下两层，总展览面积为1,200平方（13,000平方英尺）。外墙是红色的砂岩。 

## 命名争议
鲁道夫·奥特克曾经表达过将这座建筑以其继父之名命名的愿望。其继父卡瑟洛夫斯基不仅是纳粹党人，亦在后来加入了Freundeskreis der Wirtschaft（一个支持纳粹的企业家组织），这在比勒费尔德引起争议。这场争论与1968年的六八运动不谋而合。这导致了有1200名受邀者的开幕活动被取消，——但市议会坚持其选择的名字。1968年9月27日的抗议活动伴随着美术馆“无声”开幕式的进行。纪念作为1944年9月发生的严重空袭受害者的卡瑟洛夫斯基雕像至今仍保留在入口大厅中。 
在接下来的几年中，美术馆不再公开使用其名称中有争议的部分。1998年，当时的馆长托马斯·克莱因试图加强与奥特克家族的联系，并重新命名为卡瑟洛夫斯基，使讨论重新开始。在尝试达成无争议的解决方案失败后，市议会将名称更改为比勒费尔德美术馆（Kunsthalle Bielefeld），于是奥特克家族终止了赞助并撤回了他借给该馆的所有作品。

## 管理层
艺术馆的现任馆长是弗里德里希·梅斯德（自2011年起）。前任馆长包括托马斯·克莱因（1996-2011），乌尔里希·韦斯内尔（1974-1996），约阿西姆·沃尔夫冈·冯·莫尔特（1961-1974）和古斯塔夫·弗里森（1954-1961）。 